# Enrique Magnani
Enrique Olegario Magnani (* 1908; † 1987) war ein uruguayischer Politiker.
General Enrique Magnani, der der Partido Colorado angehörte, hatte vom 19. August 1964 bis zum 11. November 1969 das Amt des Botschafters von Uruguay in Kolumbien inne. Er war vom 1. März 1972 bis zu seinem auf Drängen der Armee erfolgten Rücktritt am 19. Juli 1972 und Ablösung durch Augusto Legnani Verteidigungsminister von Uruguay.